# 盲目孔頭鯛
盲目孔頭鲷，为輻鰭魚綱奇鯛目大鱗鲷科的其中一種。分布於北大西洋區，屬深海魚類，棲息深度0至1000公尺，本魚背鰭硬棘3枚；背鰭軟條14至15枚；臀鰭硬棘1枚；臀鰭軟條14至16枚，體長可達7.8公分。

## 扩展阅读
維基物種上的相關：盲目孔頭鲷